# 선산 나들목
선산 나들목(Seonsan IC)은 경상북도 구미시 선산읍 봉곡리와 포상리에 걸쳐 있는 중부내륙고속도로의 14번 교차로이다. 나들목 진출입로 및 요금소는 선산읍 죽장리와 접하고 있다.
무을면, 옥성면, 선산읍내로 진출할 수 있으며, 인근에 도리사가 있다.

## 연혁
- 1998년 9월 21일 : 나들목 신설을 위해 경상북도 구미시 선산읍 봉곡리 ~ 포상리 1.022km 구간 도로구역 변경[1]
- 2001년 9월 28일 : 중부내륙고속도로 구미 ~ 상주 구간 개통에 따라 영업 개시[2]

## 구조물 정보
- 위치: 경상북도 구미시 선산읍 봉곡리, 포상리
- 영업소: 경상북도 구미시 선산읍 중부내륙고속도로 124

## 접속하는 도로
- 국가지원지방도 제68호선, 지방도 제916호선 (선상서로)
- 간접 연결 : 국도 제59호선 (김선로, 이문3호광장 이용)

## 교통량 정보
| 요금소        | 통행량 (대/일) | 통행량 (대/일) | 통행량 (대/일) | 통행량 (대/일) | 통행량 (대/일) | 통행량 (대/일) | 통행량 (대/일) | 통행량 (대/일) | 통행량 (대/일) | 통행량 (대/일) | 각주  |
| 요금소        | 2001년         | 2002년         | 2003년         | 2004년         | 2005년         | 2006년         | 2007년         | 2008년         | 2009년         | 2010년         | 각주  |
| ------------- | -------------- | -------------- | -------------- | -------------- | -------------- | -------------- | -------------- | -------------- | -------------- | -------------- | ----- |
| 선산 (폐쇄식) | 1,054          | 1,262          | 1,468          | 1,676          | 1,996          | 1,594          | 1,564          | 1,910          | 2,077          | 2,206          | [ 3 ] |
| 요금소        | 2011년         | 2012년         | 2013년         | 2014년         | 2015년         | 2016년         | 2017년         | 2018년         | 2019년         |                | [ 3 ] |
| 선산 (폐쇄식) | 2,176          | 2,078          | 2,071          | 1,978          | 2,059          | 2,068          | 1,933          | 1,806          | 1,854          |                | [ 3 ] |